# Koeroero
De koeroero (Spalacopus cyanus)  is een zoogdier uit de familie van de schijnratten (Octodontidae). De wetenschappelijke naam van de soort werd voor het eerst geldig gepubliceerd door Molina in 1782.

## Voorkomen
De soort komt voor in Chili, alwaar het endemisch is. De koeroero komt voor in verschillende habitats.